# Науменко, Майк
Майк Науменко (настоящее имя — Михаил Васильевич Науменко; 18 апреля 1955, Ленинград — 27 августа 1991, там же) — советский рок-музыкант, поэт , певец, гитарист писатель, переводчик автор песен. Основатель и лидер группы «Зоопарк».
«Один из самых значительных людей отечественного рока», — отмечалось изданием «Газета».

## Биография

### Ранние годы
Родился в семье ленинградских интеллигентов. Отец Василий Григорьевич (1918—2007) был преподавателем в ЛИСИ, а мать Галина Флорентьевна Науменко-Брайтигам (1922—2010) — работником библиотеки. Увлечение музыкой началось, когда Майк впервые услышал музыку The Beatles. Затем сильное влияние на его творчество оказали Чак Берри, Боб Дилан, Марк Болан, Лу Рид и др. Упоминал, что «всегда любил творчество Иосифа Бродского».
Писать песни начал в школе, после того как бабушка подарила ему гитару. Сочинял их сначала на английском — он учился в спецшколе и неплохо владел языком. Там же он получил прозвище «Майк». Бывшая жена Майка, Наталья, утверждает, что так его впервые назвала школьная учительница английского языка. Первые тексты на русском были написаны в 1972 году под влиянием Бориса Гребенщикова. Кроме музыки увлекался изготовлением моделей самолётов, чтением советских детективов, переводами с английского языка.
После школы по настоянию отца поступил в Ленинградский инженерно-строительный институт, но после четвёртого курса бросил учёбу. Работал звукорежиссёром в Большом театре кукол, потом — сторожем. Всё это время оставался музыкантом.

### Начало музыкальной карьеры
Длительное время Майк играл во многих малоизвестных ленинградских группах на бас-гитаре. В начале 1977 года недолго играл в группе «Союз любителей музыки рок» Владимира Козлова. В период 1977—1979 сотрудничал с группой «Аквариум» в качестве приглашённого гитариста. В середине 1978 года Майк вместе с лидером «Аквариума» Борисом Гребенщиковым записывают акустический альбом «Все братья — сёстры». Запись выполнена на магнитофон «Маяк-202», местом проведения записи музыканты выбрали берег Невы, а из инструментов имелись лишь акустическая гитара, губная гармошка и перкуссия. Качество записи очень сильно отличалось от студийного, но многие записанные тогда песни стали впоследствии хитами. Несколько раз объединялся с музыкантами «Аквариума» под шуточной вывеской «Вокально-инструментальная группировка имени Чака Берри» с репертуаром из классических рок-н-роллов. Летом 1979 года совершает турне по деревням Вологодской области в составе группы «Капитальный ремонт». Репетировал с «Капитальным ремонтом» до конца осени 1979, после чего окончательно выбрал сольную карьеру и начал выступать, исполняя свои песни под гитару.
В июле — августе 1980 года при поддержке Гребенщикова и гитариста Вячеслава Зорина в студии Большого театра кукол он записывает альбом «Сладкая N и другие». Из 32 записанных песен в альбом вошли лишь 15. Альбом быстро разошёлся по Москве. Тем же летом состоялось несколько концертов. Его имя начало приобретать определённую известность. Науменко стали называть «ленинградским Бобом Диланом». Кроме того, он побывал на фестивале рок-акустики в олимпийской Москве.

### «Зоопарк»
Осенью 1980 года Майк Науменко решил собрать свою собственную группу и через Михаила Файнштейн-Васильева вышел на музыкантов студенческой группы «Прощай, чёрный понедельник», которая представляла собой пауэр-трио в составе гитариста Александра Храбунова, басиста Николая Алексеева и барабанщика Андрея Данилова. Хотя эта группа играла музыку, тяготевшую к хард-року и хэви-металу — не особо близкую к идеалам Майка, взаимопонимание было достигнуто. Так появилась группа, названная «Зоопарк». Решившего работать по специальности Алексеева при этом заменили на Илью Куликова из группы «Красные маки».
Группа начала репетировать в ноябре 1980 года, в следующем феврале дебютировала на пригородной танцплощадке, а весной была принята в Ленинградский рок-клуб, на сцене которого в мае состоялся их первый концерт с программой целиком из песен Майка, вызвавший бурную, хотя и неоднозначную реакцию публики. 9 декабря 1980 года, получив известия о гибели Джона Леннона, Науменко съезжает от родителей, его новым местом жительства стал дом № 18/1 по Боровой улице, где на последнем седьмом этаже в коммунальной квартире проживала его будущая жена Наталья Кораблёва. 17 апреля 2016 года поклонники творчества Майка несанкционированно установили мемориальную доску по этому адресу. В декабре 2020 года стало известно, что в его комнате появится небольшой музей.
Летом 1981 года Майк соло выступил на фестивале авторской песни в Риге.
В марте 1982 года Майк сыграл гитарное соло в песне Виктора Цоя «Битник» на дебютном концерте группы «Кино», с участниками которой его на протяжении многих лет связывали дружеские и творческие отношения.
Не имея возможности воплотить свои песни в студийных электрических версиях, в июне 1982 года Майк записал на студии Театрального института второй соло-альбом «LV».
До 1987 года команда была любительским коллективом, после чего прошла тарификацию в Ленконцерте. Вместе с группой Майк давал концерты по всему СССР. Как написал Андрей Бурлака, группа «на каком-то этапе стала самой концертирующей группой Рок-клуба, а возможно, и страны».
Затем группа сокращает количество выступлений. Сказывалась усталость от бесконечных гастролей. К этому добавились проблемы со здоровьем у Майка, которые усугубились бытовыми неурядицами и злоупотреблением алкоголем. Его оставила жена (официально развод был оформлен 15 августа 1991 года, незадолго до смерти Майка). Резко ухудшилась моторика левой руки, что привело к затруднениям в игре на гитаре. Барабанщик Валерий Кирилов отмечал в своих воспоминаниях: «Несмотря на успех у публики, Майк перестал получать удовлетворение от творчества. Он постоянно метался: сочинял — рвал, сочинял — рвал. Его одухотворённая, тонко чувствующая время натура явно подсказывала ему: грядут перемены в понимании духовных ценностей (Майк бы меня убил за эту фразу). Он видел массовое барыжничество в масштабах страны и не принимал его. Искренний патриот, Майк никак не мог понять, как можно приноровиться к переменам, которые ведут к явному развалу империи <…> С безжалостной чёткостью я осознал тогда: Майк не принимает время, а время не принимает его».
В январе 1990 года довольно неудачно выступил соло на фестивале «Рок-акустика» в Череповце.
14 марта 1991 года в последний раз появился на сцене в Ленинграде, исполнив во время фестиваля в «Юбилейном», посвящённого десятилетию Ленинградского рок-клуба, свой «Пригородный блюз» в сопровождении музыкантов «Аквариума». Последний концерт с группой состоялся в июне 1991 года в Светлогорске. 15 августа 1991 года, в годовщину смерти Виктора Цоя, Майк сыграл последний «квартирник» у себя в коммунальной квартире на улице Боровой.

### Смерть
Умер 27 августа 1991 года у себя в квартире от кровоизлияния в мозг, вызванного переломом основания черепа. «Ему сплохело, он упал и головой ударился о табуретку — перелом основания черепа. Это был несчастный случай».
Барабанщик группы «Зоопарк» Валерий Кирилов высказал другую точку зрения: по его словам, Майк Науменко действительно умер от кровоизлияния в мозг, но, якобы, вызванного переломом основания черепа в результате удара, нанесённого Майку при ограблении во дворе, о чём свидетельствует пропажа личных вещей музыканта. 
Существуют также свидетельские показания одного подростка, который якобы видел, как Майка во дворе кто-то поднимал с земли. 
После нападения Майк не умер на месте, а сумел подняться к себе домой, но там окончательно ослабел и пролежал в беспамятстве долгое время, никем в коммуналке не замечаемый. Когда его наконец обнаружили близкие и вызвали скорую помощь, было уже слишком поздно. 
Позже в СМИ появилось анонимное свидетельство неизвестного, якобы бывшего непосредственным очевидцем избиения Науменко. 
Однако люди, знакомые с обстоятельствами гибели Майка, эту гипотезу не подтверждают.
Похоронен на Волковском кладбище в Ленинграде.

### Семья
Прадед по матери — Флорентий Адольфович Брейтигам (род. 1873), из петербургских мещан, в 1890-е гг. служил в экспедиции Петербургского почтамта. С 1900 на службе в почтово-телеграфной конторе Порт-Артура, в годы русско-японской войны — в конторе 1-го Сибирского армейского корпуса в Маньчжурии, где выучил китайский язык. В дальнейшем служил в почтово-телеграфных конторах в Ташкенте, Коканде и Оренбурге (в последних двух в качестве начальника). Коллежский регистратор (1902), губернский секретарь (1906), титулярный советник (1916).
Дед по матери — Флорентий Флорентьевич Брейтигам (род. 1896), выпускник Петербургской 1-й гимназии. До революции — почтово-телеграфный чиновник 5-го разряда. 20 сентября (3 октября) 1915 года в Петрограде женился на своей коллеге по телеграфной службе, весьегонской мещанке Надежде Ивановне Максаковой (род. 1894), у них родилось две дочери — Людмила (11 (24) мая 1916) и Галина (21 июля 1922). Семья жила на Спасской улице, д. 26. После революции — счетовод Ленбумтреста, затем литсотрудник радиоузла фабрики имени Урицкого. В годы Великой Отечественной войны служил в ЛАНО, награждён медалью «За оборону Ленинграда».
Жена Наталья Науменко (в девичестве Кораблёва), развелись 15 августа 1991 года (ровно через год после смерти Виктора Цоя, за 12 дней до смерти Науменко).
Сын Евгений.

## Творчество
Майк начал увлекаться музыкой ещё в школьные годы, причём в значительной степени этому способствовала его старшая сестра. Первыми музыкальными группами, творчество которых привлекло его внимание, были The Rolling Stones, The Beatles, Jefferson Airplane, кроме того, он собирал западные статьи про T. Rex, The Doors, Дэвида Боуи.
О его «дозоопарковском» творчестве известно немногое: ещё в школе сочинял песни на английском, но так и не сумел их реализовать. Первый в СССР совместил в своём творчестве корневую англо-американскую рок-традицию с текстами в жанре «бытового» реализма.
Формированию музыкального лица Майка способствовало личное сближение с ленинградской художницей Татьяной Апраксиной, что отражается в ряде песен, в том числе «Сладкая N», «Если будет дождь», «Блюз твоей реки», «Утро вдвоём» и некоторых других произведениях лирической тематики. В антологии «100 магнитоальбомов советского рока» Александр Кушнир отмечает: «В одном из своих поздних интервью Майк выдал очень сокровенное и, пожалуй, самое главное: „Все мои песни посвящены ей…“».
Следующим этапом на творческом пути музыканта стала организация группы «Зоопарк», в которой он был бессменным солистом и руководителем до конца своих дней.
Поскольку Науменко не обладал выдающимися вокальными данными, свои песни он исполнял речитативом. Популярность Майк завоевал благодаря ироническим и сатирическим песенным текстам. Большинство песен Майка поются от первого лица. Но, по словам автора, это вовсе не значило, что он именно такой, как персонаж, от лица которого поётся песня. Тексты Майка зачастую являются переводами или переработками западных песен — Боба Дилана, Лу Рида или T. Rex (иногда Майк сохранял и исходную мелодию — например, можно сравнить «Золотые львы» или «Позвони мне рано утром» и, соответственно, дилановские «Idiot Wind» и «Meet Me in the Morning», или «Я люблю буги-вуги» и «I Love to Boogie»). В специфическом советском пространстве вопрос о плагиате не вставал, а «восприимчивость» Майка скорее выглядела способом освоения чужой музыкально-поэтической традиции на русской почве.
По мнению товарища Майка, менеджера группы «Зоопарк» Всеволода Грача: «Последний сильный номер, который он написал, — это „Выстрелы“. Это такой реквием по самому себе, это 1987 год».
Многие песни, написанные Науменко, исполнялись другими артистами ещё при жизни автора. Среди них — «Аквариум», «Кино», «Чайф», «Секрет», «Крематорий», «Чиж & Co», «Алиса», «Ноль», «Собаки Качалова», «Наив», «Ва-Банкъ», «Кирпичи», «Ленинград», Земфира, «Оазис Ю», Ольга Арефьева, «Звери», Casual, «Заповедник», «Психея» и многие другие.
Науменко оставил несколько переводов книг о западной музыке (до сих пор не изданных), образцов серьёзной литературы, прежде всего, очень важной для его мировоззрения притчи Ричарда Баха «Иллюзии», а также научной фантастики. Переведённый им с сестрой Татьяной роман Эрика Фрэнка Расселла «Ближайший родственник» в 1993 году вышел в издательстве «Северо-Запад».

## Дискография

### Сольные альбомы
- 1978 — Все братья — сёстры (совместно с БГ)
- 1980 — Сладкая N и другие
- 1982 — LV

### Группа «Зоопарк»
- 1981 — Blues de Moscou
- 1983 — Уездный город N
- 1984 — Белая полоса
- 1991 — Музыка для фильма
- 2000 — Иллюзии
- 2000 — W
- 2021 — ДК МЭЛЗ 8 апреля 1988. Премьера фильма «Асса»

### Концертные записи
- 1980 — Майк и Аквариум. 25 октября 1980. Москва
- 1982 — Концерт в Долгопрудном, 12 ноября 1982 года (Майк, Александр Донских и Сергей Рыженко)
- 1983 — Концерт в НИИ им. Карпова (Москва), осень 1983 года
- 1984 — Концерт в кафе «Чайка», ноябрь 1984 года, Новосибирск (Майк и Юрий Наумов)
- 1985 — Жизнь в Зоопарке
- 1985 — Концерт у Юрия Гаранина (Гжель), 1 октября 1985 года (Майк и Сергей Рыженко)
- 1986 — Концерт у Вадима Суровцева-Бутова (Москва, Царицыно). 12 января 1986 года
- 1986 — Часть мира, которого нет. Концерт у Павла Шевелёва (Москва, Коптево) 1 декабря 1986 года
- 1987 — Майк дома 11 января 1987 года (Ленинград) (также известен под названием «Майк на Петроградской стороне»)
- 1987 — Подольск-87 (Концерт «Зоопарка», издан в 2012)
- 1988 — Концерт в кафе «Глобус» (Киров), февраль 1988 года
- 1996 — Весна-лето (Майк и Цой)
- 1996 — 12—13 января 1985 года, Москва (Майк и Цой)
- 1997 — Квартирник (Майк и Рыженко)
- 1998 — Майк Науменко. Виктор Цой (Майк и Цой)
- 1998 — Исполнение разрешено (Майк, БГ и Цой)
- 2009 — Ленинград 1984 (Майк и Цой)

### Трибьют-альбомы
- 1993 — Песни Майка
- 1998 — Парк МАЙКского периода («Трибьют. Зоопарк»)
- 2000 — РеМайк (песни Майка Науменко исполняют Александр Донских фон Романов и группа «Зоо-Парк»)
- 2001 — Ром и пепси-кола (Песни Майка Науменко исполняет Дмитрий Дибров и «Антропология»)
- 2005 — Трибьют Майку Науменко, 50 лет. Уездный город N 20 лет спустя
- 2016 — Песни простого человека
- 2018 — Звери в зоопарке (группа «Звери») и саундтрек фильма «Лето» (2018)

## Отражение в культуре
- В 1990 году вышел посвящённый Майку Науменко документальный фильм «Буги-вуги каждый день» (режиссёр — Александр Киселев). Всеволод Грач высказывался о нём: «…Там хорошая была идея, и он сам по себе такой „зоопарковский“ — без понтов, без г..вна всего этого. Там одна неудачная шутка, которая сначала смотрелась весело, как у Джармуша, — когда Майк висит в петле. Я в мистику не верю, и Майк был человек неверующий, просто атеист. Но вот довиселся, через полгода — бабах! — и все»[1].
- Михаилу Науменко посвящён фото- и аудиоальбом (на enhanced-CD) — Петров-Тверской «Профили рок-н-ролла» © 2007.
- Науменко является одним из главных героев фильма Кирилла Серебренникова «Лето» (2018). В фильме его сыграл лидер группы «Звери» Роман Билык. Фильм участвовал в основной программе Каннского кинофестиваля 2018 года. Песня «Лето», написанная Майком Науменко, получила приз Каннского кинофестиваля за лучший саундтрек (в исполнении: Рома Зверь и Герман Осипов).
- Стал прообразом главного героя художественного фильма «Джонни» (2023, реж. Алексей Рыбин, Россия; в главной роли Николай Фоменко)[40][41].
- В 2023 году вышел документальный фильм "Ленинград 4", где Майк Науменко стал одним из героев (новелла "Майк и Стерео-Маяк-202"), режиссёр Дмитрий Фетисов.